# Disco de 78 rotações
O disco de 78 rotações (também chamado apenas de 78 rpm, ou de disco de goma-laca) é o nome utilizado para chapas - majoritariamente de cor negra e contendo um rótulo no centro chamado de selo fonográfico - fabricadas de diversos modos e empregando diversos materiais, que foram utilizadas para o armazenamento de áudio (canções, principalmente, mas também discursos e ditados e, em ínfima quantidade, efeitos sonoros e bandas sonoras de filmes) entre 1895 e meados da década de 1970, mas que já vinham caindo lentamente em desuso a partir do advento do disco de vinil, em 21 de junho de 1948. Foram inventadas por Emil Berliner, juntamente com o gramofone, em 1888.
Inicialmente, os discos eram gravados utilizando-se meios puramente acústicos e mecânicos, com a canção sendo executada através de uma grande concha acústica, sem nenhum tipo de amplificação. Uma agulha específica, com o auxílio de um diafragma, convertia as ondas sonoras em ranhuras nas matrizes que, depois, eram copiadas através de um processo de galvanoplastia e "carimbagem" - com a utilização de moldes, de umidade e de calor. Estes discos eram reproduzidos em máquinas portáteis chamadas toca-discos. Assim, inicialmente, essas máquinas utilizavam tração manual, de mola ou de corda, como o Gramofone e a Victrola. A partir de 1925, com a invenção de métodos elétricos de gravação (microfones, amplificadores e alto-falantes), bem como o apuro de técnicas que permitiram a redução do ruído, novos estilos musicais e modos de cantar e tocar puderam ser gravados, o que permitiu ampliar os mercados consumidores e os lucros das empresas. Também os toca-discos evoluíram para serem movidos a eletricidade, como as Electrolas e as Radiolas, o que permitiu fixar a velocidade de rotação na reprodução dos discos em 78,26 rpm.
Esses discos foram fabricados de diversos materiais durante os mais de 50 anos de sua utilização. Inicialmente, foram feitos de celuloide - uma espécie de plástico - e ebonite - um produto da vulcanização da borracha - até fixarem-se diversas fórmulas que utilizavam a goma-laca como principal composto e que variavam conforme o produtor. Após o desenvolvimento da gravação elétrica, em 1925, chegaram a ser lançados discos feitos de novos materiais, como o vinil (nos anos 20) e a baquelite (nos anos 30), mas ambos tiveram vida efêmera.
Desde o início da sua comercialização, em 1895, enfrentaram a concorrência do cilindro fonográfico como meio de armazenamento de áudio alternativo, mas, a partir da década de 1910, as vendas de cilindros começaram a cair drasticamente, culminando com o fim da sua utilização para armazenamento de canções em 1929. Os cilindros seriam utilizados para armazenar ditados até meados da década de 1950. Entretanto, a partir de 1948, começam a enfrentar forte competição dos discos de vinil, que eram mais flexíveis, duráveis e de melhor manuseabilidade, além de possibilitarem maior qualidade nas gravações, bem como a extensão do tempo de gravação. Assim, começam a ter a sua utilização reduzida até serem completamente abandonados a partir da década seguinte.

## História

### Antes da invenção do disco

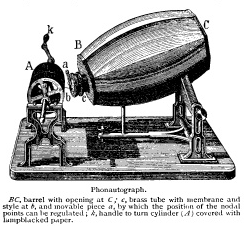
O "fonoautógrafo" de Scott de Martinville

No início do século XIX, Thomas Young inventou o vibroscópio, que utilizava cilindros para realizar uma representação gráfica analógica das ondas acústicas. Também o fonoautógrafo, inventado por Leon Scott em 1857, utilizava o cilindro como meio de armazenamento através de um cone acústico, que captava as ondas sonoras, e de um diafragma, que traduzia aquelas ondas sonoras no movimento mecânico de uma agulha que, enfim, gravava o cilindro. Estes aparelhos, entretanto, não permitiam a reprodução do som gravado no cilindro, isto é, não possibilitavam que fosse feito o caminho inverso e a impressão do movimento mecânico da agulha fosse novamente transformada em som. Isto porque estes aparelhos preocupavam-se em possibilitar meios de estudo da acústica, não pretendendo reproduzir o som gravado, para qualquer fim.

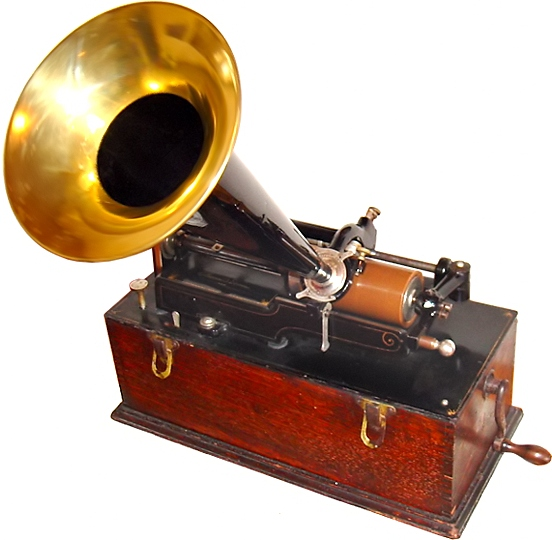
Fonógrafo de Edison

O primeiro aparelho a permitir a gravação e reprodução do som seria o fonógrafo, inventado por Thomas Edison em 21 de novembro de 1877. Neste aparelho, os cilindros eram gravados de forma análoga ao que já acontecia com o fonoautógrafo, mas, ao girar-se o cilindro ao contrário com o auxílio de um outro tipo de agulha, o aparelho lia a informação sonora gravada no cilindro, reproduzindo o som. Porém, na invenção de Edison, o cilindro ficava conectado de modo fixo ao aparelho sendo confeccionado a partir de uma folha de estanho contendo sulcos no fundo dos quais a gravação era armazenada. Embora abrisse a possibilidade da utilização comercial do som, a invenção de Edison teve dificuldades para ser comercializada. Isto se deu por diversas razões: em primeiro lugar, o inventor pretendia que ela tivesse um uso mais prático, como o telefone ou o telégrafo, e não de entretenimento, e, também, por estar com suas forças voltadas para a divulgação da lâmpada incandescente.
Entretanto, em 1879, Alexander Graham Bell e seu associado Charles Tainter começam a trabalhar em melhorias para o fonógrafo de Edison de modo a torná-lo comercialmente viável e, também, para conseguir modificá-lo a ponto de obterem patentes independentes. Em 1886, eles conseguem patentear um aparelho chamado grafofone que além de utilizar cilindros removíveis, isto é, os cilindros poderiam ser comercializados independentemente do aparelho, utilizava cilindros feitos de uma base de papelão coberta com cera (portanto, bem mais baratos que os cilindros de folha de estanho de Edison). Eles dão início a uma série de companhias que acabariam por se unir na Columbia Records. Com o início da comercialização do grafofone para reprodução de música (em menor escala) e de ditados, Edison decide trabalhar novamente no fonógrafo criando um cilindro inteiramente de cera de carnaúba que resolve o problema de dilatação dos materiais no calor (devido à diferença dos coeficientes de dilatação do papelão e da cera, os cilindros quebravam facilmente), mas, com isso, quebra a patente de Bell.

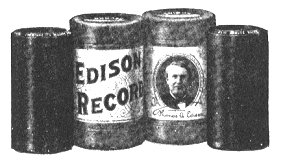
Cilindros fonográficos

Assim, a partir de 1886, o mercado de comercialização de aparelhos gravadores e/ou reprodutores de sons, bem como o de cilindros (como meio de armazenamento sonoro), começa a desenvolver-se. Em 1888, Edison cria a Edison Speaking Phonograph Company e também entra no mercado de cilindros e fonógrafos. Várias invenções trariam inovações para o mercado e a comercialização, como a moldagem (em 1902, por exemplo, Edison desenvolve uma técnica de moldagem a ouro utilizando um processo eletrolítico) e a reprodução pantográfica (utilizada pela Pathé) que permetiam a reprodução em série dos cilindros.

### O gramofone e a invenção do disco

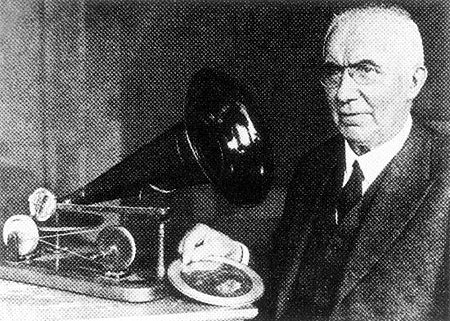
Emil Berliner e seu gramofone

O disco como meio de armazenamento de áudio foi criado e patenteado - juntamente com a máquina que o reproduzia, o gramofone - em 1888 por Emil Berliner, um inventor alemão radicado nos Estados Unidos. Tanto Thomas Edison quanto Alexander Graham Bell já haviam idealizado o disco como suporte ideal para o armazenamento do som, porém não haviam investido em sua fabricação devido a problemas com a manutenção da rotação no centro do produto. Inicialmente, fabricado de ebonite (conhecido à época como vulcanite, hoje o nome de um mineral) feito a partir de um disco de zinco (matriz), Berliner fixou a sua composição de goma-laca feito a partir de um disco matriz de cobre. Em um primeiro momento, Berliner não obtém grande êxito com a sua invenção e cede a patente para a Kammerer & Reinhardt, uma empresa alemã de brinquedos, que utiliza-a para vender bonecas falantes e um gramofone de dimensões reduzidas.
O disco e o gramofone só viriam a ser lançados no mercado americano - e depois no mercado mundial - e passar a concorrer com o cilindro em 1895, quando Berliner funda a Berliner Gramophone (também conhecida como E. Berliner's Gramophone). Inicialmente, a companhia de Berliner triunfa, especialmente a partir da parceria com Eldridge R. Johnson, um inventor de máquinas movidas a corda ou a mola que trabalha para melhorar o gramofone. Entretanto, após enfrentar a competição ilegal de antigos sócios, através da concorrente Zon-o-phone, acaba perdendo judicialmente o direito sobre as patentes. Com isso, sua companhia é fundida com a Consolidated Talking Machine Company - criada pelo seu amigo e sócio Eldridge Johnson - formando a Victor Talking Machine Company, que seria futuramente comprada pela Radio Corporation of America (dando origem ao selo RCA-Victor), em 1929, e, hoje, faz parte da Sony Music Entertainment. Berliner jamais voltaria a se envolver ativamente no negócio e a Victor lançaria a Victrola para substituir o gramofone, máquina a qual não tinham mais os direitos de utilizar o nome.
No início, as muitas companhias existentes estabeleceram diversas velocidades de reprodução e dimensão do disco: existiam modelos que variavam entre 15, 17, 20, 25 e 30 cm de diâmetro; e que eram reproduzidos em velocidades que variavam de 60 a 120 rpm. Foi apenas no final da primeira década do século XX que o padrão de discos de 25 cm revolucionando entre 76 e 80 rpm foi adotado (ainda continuaram a ser editados discos de dimensões maiores, de 30 cm, especialmente para peças de música clássica, de maior duração).

### Competição com o cilindro

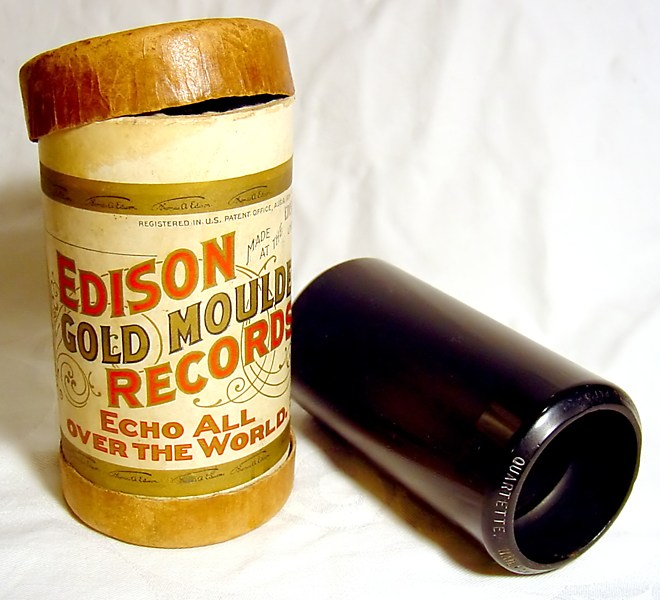
Os cilindros moldados a ouro de Edison

A competição entre os dois formatos deu-se de modo franco, com praticamente nenhuma empresa dedicando-se a apenas um formato. Os cilindros passaram por diversas inovações técnicas que os tornavam até superiores aos discos em certos aspectos, como: a invenção dos cilindros "inquebráveis", que eram feitos em celulose e outros materiais; ou os de longa duração, entre 4 e 6 minutos (o dobro da duração dos discos de goma-laca); e os coloridos. Essas inovações chegariam aos discos apenas anos depois, com a adoção do vinil. Além disso, os cilindros possibilitavam a sua reutilização através da raspagem da cera (o que criou um mercado secundário de cilindros já utilizados que eram vendidos para raspagem e cilindros raspados que eram vendidos para serem reutilizados) e a comercialização de cilindros virgens para a gravação doméstica (razão pela qual continuaram no mercado de ditados durante mais tempo que no de música).
Estas inovações somadas a certas vantagens dos cilindros, como não apresentarem problemas de gravação no centro de suas surpefícies - ao contrário dos discos que tem problemas para manter a velocidade de rotação no centro -, mostram que não é por uma pretensa "pior qualidade sonora" que os cilindros perderam para o disco a importância de meio de armazenamento padrão da indústria, mas sim pelas inovações trazidas ao processo de produção e comercialização. O que os discos permitem é passar de um método de produção semi-artesanal (como o utilizado pelos cilindros) para outro industrial de massa. Além disso, na comercialização, o disco possibilita a existência do selo fonográfico, estampado em seu centro, bem como de "capas", e, também, a manutenção das qualidades básicas entre as diversas cópias, de modo que ele atinge as qualidades necessárias para ser considerado um produto. Esta a sua principal superioridade.
As inovações dos discos, em compensação, eram principalmente três: o advento da gravação nas laterais dos sulcos - e não no fundo, como nos cilindros -, o que garantia maior durabilidade à gravação - uma inovação da Victor Talking Machine Company de Eldridge Johnson no início do século XX; a gravação dos dois lados do disco - uma inovação da alemã Odeon Records, herdeira da pioneira Zon-o-phone; e, a principal, o processo de fabricação a partir de matrizes de cera, outra invenção de Eldridge Johnson. Somando isto ao advento da Victrola - que nada mais é do que um gramofone com a concha escondida dentro de um invólucro de madeira, dando ao objeto um aspecto de mobília da casa, e não mais de uma máquina - o disco tinha diversas vantagens competitivas.
Assim, por essas razões, as vendas dos cilindros vão caindo a partir da década de 1910 até deixarem de ser produzidos como meio de armazenamento de áudio pela indústria da música em 1929. Continuariam sendo utilizados, entretanto, para ditados até meados da década de 1950.

### Advento da gravação elétrica e auge do formato

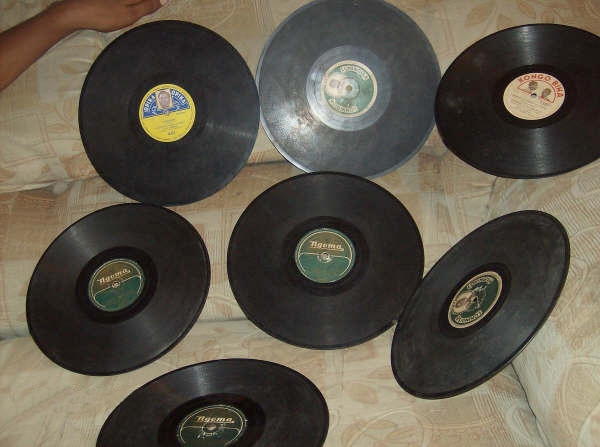
Exemplos de discos de 78 rotações

Desde o início da era da música gravada, tanto em relação aos cilindros como aos discos, as gravações eram feitas de modo acústico e mecânico: não haviam amplificadores ou microfones. Os artistas - cantores e bandas - realizavam suas performances nos estúdios em frente a uma concha que gravava de modo mecânico uma chapa de zinco com uma cera contendo sulcos e que era feita de diversos materiais - o principal deles era a goma-laca. Este processo favorecia os cantores e os instrumentos que produziam sons graves e altos, devido ao espaço físico que os sons de baixa frequência ocupavam nos sulcos.
Este processo foi modificado com o advento da gravação elétrica, patenteado pela Western Electric Company, em 1924. Este era um período em que as gravadoras da indústria fonográfica passavam por uma grande crise com a diminuição de seus lucros devido às primeiras transmissões de música via rádio, entre 1920 e 1923, e pela concorrência com a indústria cinematográfica, mais avançada na época. A Columbia Records, que havia falido e sido comprada pela sua subsidiária inglesa, fez um acordo de empreendimento conjunto com a Victor para lançarem discos gravados de acordo com o novo sistema, dividindo os custos. O primeiro artista a gravar com o novo sistema foi o pianista Art Gillham, com "You May Be Lonesome", em 25 de fevereiro de 1925. No Brasil, o sistema foi introduzido em julho de 1927, com a gravação de "Passarinho do Má" e "Albertina", compostas por Duque e cantadas por Francisco Alves, pelo gravadora Odeon Records, que recém tinha chegado ao Brasil após terminar o acordo de representação que tinha com a Casa Edison, a maior gravadora brasileira até então. Com isso, o novo sistema de gravação deu uma sobrevida à indústria fonográfica que durou até 1929, com o início da Grande Depressão e nova crise.
Desse modo, o advento da gravação elétrica é uma revolução que possibilitará futuros desenvolvimentos em amplificação, captação, microfones e alto-falantes. Estes desenvolvimentos possibilitam o surgimento de gravações de diferentes estilos musicais e de diferentes modos de cantar e tocar, que não seriam possíveis na era mecânica. A era mecânica favorecia cantores de timbres graves e muita potência vocal, bem como instrumentos graves e que possibilitassem a audição sem amplificação. Nesta nova fase, os modos de cantar e os timbres dos cantores serão mais variados. Isto possibilita o aumento dos mercados e dos lucros das empresas.
Com a gravação elétrica é introduzida a Victrola elétrica ou Electrola, o que padronizou a velocidade de rotação dos discos em 78,26 rpm. Outras melhorias técnicas vão surgindo, como a introdução do disco de acetato, que possibilitou a gravação e reprodução imediata pelas emissoras de rádio. A competição com as emissoras de rádio torna-se em colaboração a partir da decisão do governo americano de que as emissoras não precisavam pagar royalties pela transmissão das canções gravadas em disco. Surge, assim, a Radiola, que conjugava um toca-discos com um aparelho de rádio.

### Adoção do disco de vinil e decadência

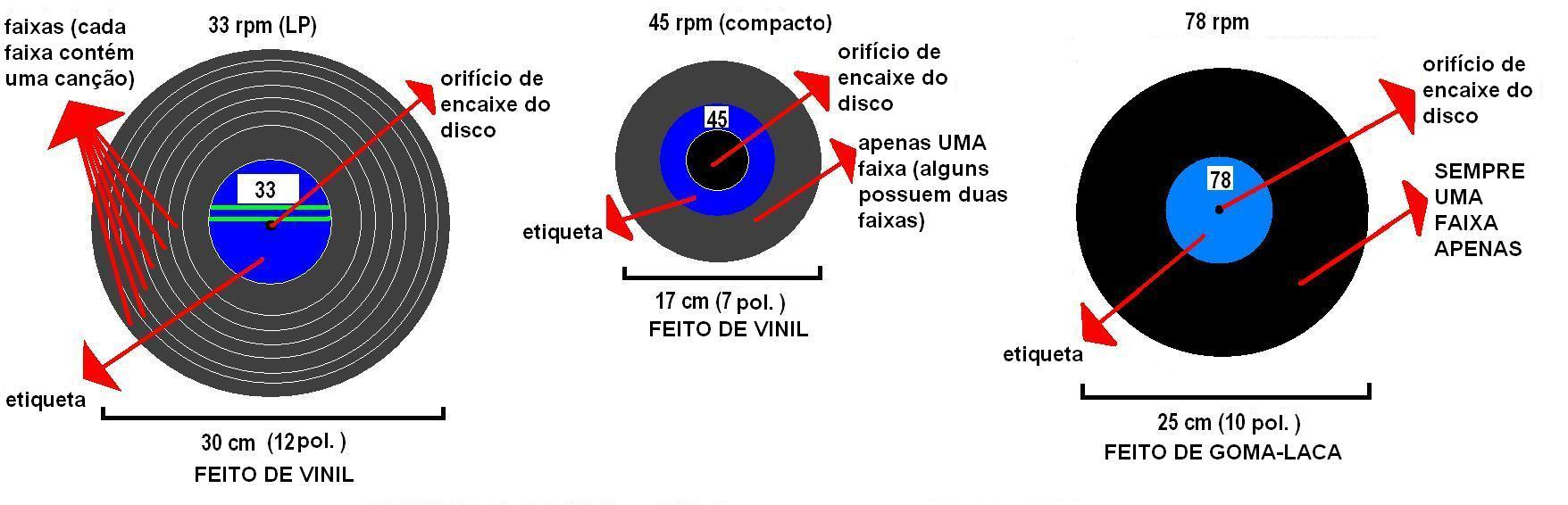
Diferenças entre os principais formatos de discos

O auge do uso deste formato deu-se nas décadas de 20 a 40, quando o consumo de discos para uso particular tornou-se um costume difundido no mundo inteiro. Na década de 1920, Waldo Semon descobre a fórmula do policloreto de vinila, popularmente conhecido como PVC ou vinil. O composto passa a ser largamente utilizado para produtos que requerem durabilidade, como seria o caso dos discos. Entretanto, em um primeiro momento, o vinil não substitui os antigos discos de goma-laca apesar de ter sido introduzido no mercado pela Victor ainda nos anos 20. Surgiriam, ainda, na década seguinte, discos feitos de baquelite. Entretanto, é apenas em 21 de junho de 1948, após os problemas para a obtenção de goma-laca no ocidente por causa da guerra - o produto é oriundo da Ásia, que estava dominada pelo Japão aliado do Eixo, na época - que o disco de vinil (Long-Play) de 30 cm e tocado a 33 e 1/3 rpm foi lançado. No ano seguinte, em 31 de março de 1949, seria a vez do compacto simples - um disco feito de vinil, com 17 cm e tocado a 45 rpm - ser lançado pela RCA-Victor. Com isso, o formato começou a entrar em lento declínio. Nos Estados Unidos, sua produção encerrou-se em 1957 e, no Brasil, os últimos foram produzidos em 1964. Já em alguns países africanos como Nigéria e Gana, ou, ainda, na Índia, Colômbia, Guatemala e na extinta União Soviética, o formato continuou sendo utilizado até o início da década de 1970.

## Processo de fabricação

### Gravação na fase acústica (1895-1925)
Berliner criou o gramofone trabalhando com um disco de zinco coberto por uma fina camada de cera. Uma agulha de metal conectada a um diafragma que, por sua vez, estava conectado a uma concha acústica registrava com o seu movimento as vibrações que o som produzia, transformando as ondas sonoras em sinais gráficos no disco. Esta matriz era então mergulhada em ácido, o que tornava os sinais gráficos em ranhuras. Assim, o disco podia ser tocado com uma agulha de metal em uma espécie de toca-discos manual, chamado de gramofone. Para a comercialização deste disco, entretanto, era necessário que ele pudesse ser copiado em grande quantidade, isto é, que ele pudesse ser um produto.
Berliner criou um processo de galvanoplastia que produzia um negativo da matriz, isto é, um molde de metal que era o seu exato contrário, com as ranhuras projetando-se para fora, ao invés de para dentro. Com isso, esse molde poderia ser utilizado para um processo que ficou conhecido como "carimbo", em que eram produzidas diversas cópias exatas da matriz através da pressão do negativo ("carimbo") no disco virgem. Entretanto, a cera não tinha a resistência necessária para resistir ao processo. O inventor experimentou com diversos materiais, como o celuloide, por exemplo, chegando a existir discos comercializados feitos com este material. Por fim, acabou trocando para a borracha que, após passar por um processo de vulcanização, poderia ser carimbada antes de endurecer e tornar-se em ebonite (conhecido à época como vulcanite, hoje o nome de um mineral).
Entretanto, durante a experiência dos primeiros anos, a borracha provou-se um material não confiável para esse fim. Berliner, então, apostou na utilização de goma-laca no lugar da borracha, a partir de 1895, e esse material foi utilizado até a adoção do disco de vinil, em 1948. No início do século seguinte, o novo parceiro de Berliner e fundador da Victor Talking Machine Company, Eldridge R. Johnson, desenvolveu um novo processo que deu a vantagem competitiva que o disco utilizaria para superar o cilindro fonográfico: as matrizes de cera.
Em 1901, preocupado com os problemas de ruído que o processo desenvolvido por Berliner causava, Eldridge desenvolveu um novo processo que não utilizava ácido. As matrizes não eram mais feitas de zinco acrescido de uma fina camada de cera, mas somente de cera. Após, elas passavam por um processo de varredura de pó de um material condutor, de modo a torná-las condutoras de eletricidade. Inicialmente, utilizava-se pó de chumbo e, depois, de cobre. Finalmente, em meados da década de 1910, o pó de grafite tornou-se padrão. As matrizes eram, então, mergulhadas em uma solução metálica para realizar uma galvanoplastia, o que permitia a criação de um ou mais (conforme a necessidade) negativos de cobre que eram utilizados para "carimbar" o disco de goma-laca enquanto este estava ainda mole pela ação de vapor d'água em altas temperaturas, gravando o áudio. Este processo permitiu a rápida produção em massa de discos e tornou-se o padrão da indústria desde a sua invenção até o advento da gravação elétrica.

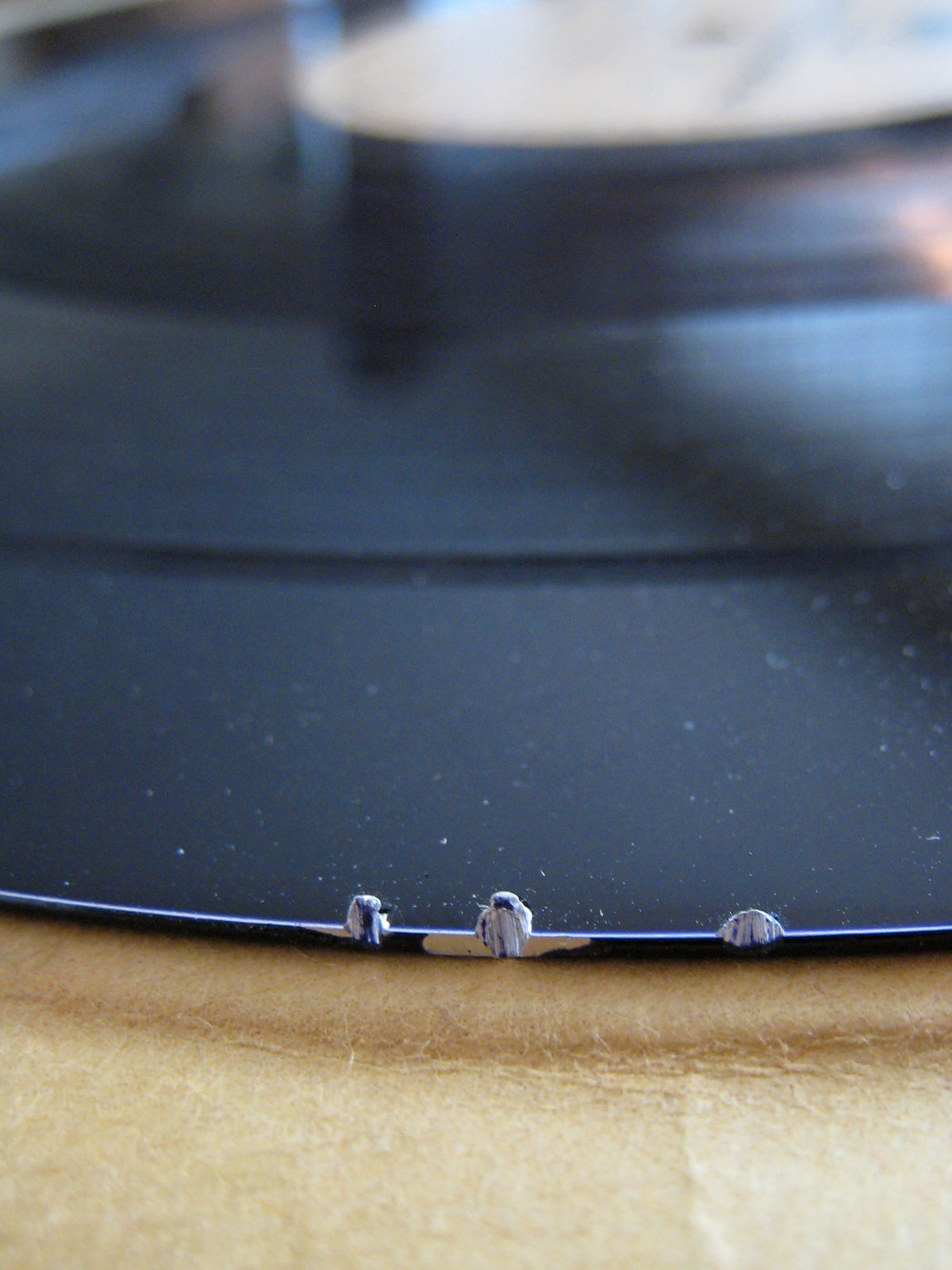
Lateral danificada em um disco de acetato.

### Gravação na fase elétrica (1925-1970)
Na gravação elétrica, a grande diferença era que a onda sonora era codificada em uma corrente elétrica através de um microfone e, depois de ser amplificada, a corrente era decodificada em uma onda sonora novamente, que era gravada, mecanicamente, com o auxílio de uma agulha especial, nas matrizes de cera, tal qual a era acústica. Em outras palavras, o processo era, na verdade, eletromecânico. A grande mudança, assim, é a possibilidade de amplificação da onda sonora através de um sistema eletromagnético de codificação, na reprodução o que amplia a capacidade do que podia ser gravado. Esta codificação do som não se dava somente através dos microfones, no momento da gravação, mas, também, através dos alto-falantes, no momento da reprodução. Assim, é só a partir do advento das novas electrolas que os toca-discos passam a contar com um botão para regular o volume, por exemplo.
Três grandes inovações aparecem a partir dos anos 30, preparando a obsolescência do formato. Em primeiro lugar, torna-se comum a utilização de uma única camada molecular de ouro no processo de varredura para tornar a matriz de cera condutora de eletricidade, o que permitiu diminuir enormemente o ruído. Em segundo lugar, o surgimento do disco de acetato, em 1932, que permitiu a gravação direto no disco, o que facilitou o trabalho das estações de rádio e dos DJ's que podiam gravar programas mais facilmente. Em terceiro lugar, o surgimento do processo de criação de novas matrizes de metal - chamadas de "mother" - a partir do primeiro negativo - que passou a ser chamado, então, de "father". Destas novas matrizes de metal seriam extraídos os "carimbos", o que conservava melhor a matriz original, já que não necessitava passar por tantos processos de galvanoplastia para produzir os diversos "carimbos".
Juntamente com estas inovações, houve uma paulatina mudança para a utilização de materiais sintéticos em substituição à goma-laca - uma resina natural extraída de um inseto, com o lançamento - embora em pequena quantidade - de discos que tinham a baquelite, o primeiro produto plástico a ser inventado, como principal componente. Este processo de substituição de materiais seria apressado pela Segunda Guerra Mundial, que encareceria e tornaria escassa a goma-laca, um produto oriundo da Ásia, que estava dominada pelo Império do Japão, que fazia parte das Potências do Eixo na época e mantinha um embargo comercial em relação aos Aliados.